# Glace au four
Glace au four är en festlig fransk dessert. Otinad glass placeras på en botten av sockerkaka och täcks med marängsmet, varefter anrättningen bakas i hög ugnsvärme. I Frankrike kallas desserten för omelette norvégienne, medan den i engelskspråkiga länder kallas Baked Alaska.
Marängen är en effektiv värmeisolator och tillagningstiden är kort, så glassen smälter inte i ugnen.

## Historia
Tidiga versioner av glace au four bestod av glass innesluten i rykande varma smördegssmulor. En gäst hemma hos Thomas Jefferson på middag i Vita huset år 1802 beskrev efterrätten som Väldigt god glass, pajdegen helt och hållet torkad, smulad till tunna flagor"[källa behövs].
Den senare versionen där glass läggs på sockerkaka och täcks med maräng och bryns snabbt i en varm ugn, påstår sig många ha skapat. Den amerikanske fysikern Benjamin Thompson (Greve Rumford) påstår sig ha skapat denna version av desserten år 1804 efter att ha undersökt värmetåligheten hos äggvitor. Detta kallades överraskningsomelett eller omelette à la norvégienne.
En annan historia är att receptet kom till Frankrike i mitten av 1800-talet när en kinesisk delegation besökte Paris. Mästerkocken i den kinesiska delegationen stannade på Grand Hotel år 1866 där han lärde den franske kocken på hotellet hur man lagar Glace au four.
Namnet Baked Alaska härstammar från Delmonicos restaurang i New York år 1876  för att ära det nyligen erövrade Alaska. En engelsman (George Sala) som besökte restaurangen runt 1880 sade: "'Alaskan är bakad glass. Kärnan och hjärtat av bakelsen är glass. Denna är omgiven av ett hölje av varsamt vispad äggvita och strösocker som just före servering sätts in i ugnen eller grillas med en brännhet röd eldgaffel."[källa behövs]
Bakverket spreds förmodligen till hela världen av Jean Giroix, kock år 1895 på Hotel de Paris i Monte Carlo.

## Ingredienser
- Äggvita
- Sockerkaka
- Glass